# Cambefortius
Cambefortius é um género de Scarabaeidae ou escaravelhos.